# Angel One
"Angel One" är det fjortonde avsnittet från Star Trek: The Next Generations första säsong och visades första gången den 25 januari 1988. Avsnittet skrevs av Patrick Barry och regisserades av Michael Ray Rhodes.
I avsnittet besöker rymdskeppet Enterprise en värld som domineras av kvinnor för att förbättra de diplomatiska förbindelserna och för att söka efter överlevare från ett störtat lastskepp. Avsnittet var tänkt som en kommentar på apartheidsystemet i Sydafrika, men speglat genom ett system byggt på omvända könsroller istället för på rasföreställningar. Det uppstod emellertid problem mellan skådespelarna och regissören under inspelningen och Patrick Stewart ville förändra avsnittets sexistiska karaktär. Det resulterade i att avsnittet ogillades av medlemmarna i produktionsteamet och responsen från recensenterna blev negativ.

## Handling
Rymdskeppet Enterprise anländer till planeten Angel One, en tillbakadragen värld vars invånare lever i en konstitutionell oligarki där kvinnor styr i samhället och män anses tillhöra en lägre social klass. Planetens kvinnor är som mytologins amasoner längre och fysiskt starkare än männen. De innehar samtliga samhälleliga positioner, såsom att leda regeringen och kontrollera planetens teknologi, medan männen är det "svaga könet" och endast fyller underordnade roller som tjänare och hemmamakar.
Besättningen anländer till planeten för att hitta möjliga överlevare från lastskeppet Odin som har varit försvunnet i flera år. Kapten Picard (Patrick Stewart) låter Deanna Troi (Marina Sirtis) få äran att träffa planetens ledare Beata (Karen Montgomery) för att förklara deras närvaro. Deanna leder en landningsgrupp tillsammans med Riker (Jonathan Frakes), Data (Brent Spiner) och Tasha Yar (Denise Crosby), och strålar ner sig direkt till Beatas kontor. Beata vägrar att svara på deras frågor och hävdar att Federationen måste fråga hennes råd. Deanna lägger fram Enterprises ärende för rådet och säger att om man finner överlevare från Odin kommer dessa att avlägsnas från planeten och Enterprise kommer att fara vidare. Beata säger då att rådet kommer att fatta och lägga fram sitt beslut i frågan senare.
Samtidigt i rymden får Enterprise ett nödrop från en gränsutpost nära den romulanska neutrala zonen. Ett flertal romulanska skepp har penetrerat zonen och Stjärnflottan vill att Enterprise reser dit för sakens skull om det skulle hända något. Picard promenerar med Worf, och ska precis ge honom en order, samtidigt som de passerar ett holodeck. Plötsligt träffas Picard i bröstet av en snöboll. Han vänder irriterat sig om för att sedan se unge Wesley Crusher (Wil Wheaton) komma ut från holodecket med en vän. De båda pojkarna förklarar att de hade en skidlektion och ber sedan om ursäkt för deras lek. Worf och Picard lägger då märke till en söt doft i luften, som Worf beskriver som "stimulerande", men Picard avvisar påståendet.
Nere på planeten kallas landningsgruppen tillbaka till rådkammaren. Väl där förklarar Beata att man funnit fyra överlevare från skeppet Odin, samtliga män, men säger att de kan vara svåra att hitta eftersom de anses vara förrymda brottslingar, eftersom deras närvaro har orsakat störningar i deras traditioners "naturliga ordning". Data tror att han kan fastställa överlevarnas position genom att scanna efter närvaro av materia som kan ha varit ombord på Odin, men som inte hör hemma på planeten Angel One. Ett sådant material kommer att lysa upp som en fyr i scanningen och leda dem till överlevarnas position.
Ombord på Enterprise ligger Wesley sjuk med en högljudd hosta och feber medan hans mor, doktor Beverly Crusher (Gates McFadden), vakar över honom. Hon gissar att han blev smittad av något under sin skolresa till Quazulu VIII men Wesley säger att transportörens biofilter borde ha känt av en infektion. Beverly nämner att om viruset är okänt skulle det inte ha noterats av filtret. Hon ber Picard att placera samtliga elever i karantän, men han börjar själv att bli sjuk, liksom flera andra av medlemmarna i besättningen. Picard, som är för sjuk för att fullgöra sina plikter, överlämnar befälet till Geordi La Forge (LeVar Burton). Beverly upptäcker att sjukdomen som Enterprises kvarvarande besättning drabbats beror på ett tidigare okänt luftburet virus som avger en söt doft för att uppmuntra inandning, varefter det infekterar kroppen, och ställs inför utmaningen att hitta ett botemedel. 
Under tiden nere på planeten har Data lyckats lokalisera överlevarna från Odin. Beata kräver att Riker stannar hos henne medan resten av landningsgruppen tar sig till överlevarnas läger för att ta med sig dem tillbaka till Enterprise. Men överlevarna, ledda av en man vid namn Ramsey (Sam Hennings), vill inte lämna planeten då de har skapat sig ett liv och tagit sig hustrur och bildat familjer där. Landningsgruppen tycker inte att de inte kan göra mycket åt detta då de inte ser Ramsey och de andra överlevarna som brottslingar eller ett hot. Men innan de lämnar lägret dyker Beatas vakter, som har följt efter dem till lägret, plötsligt upp och arresterar överlevarna och deras familjer. Landningsgruppen försöker förklara för Beata och hennes råd varför överlevarna inte vill lämna planeten, men de lyssnar inte och hotar med att avrätta överlevarna nästa dag. Riker kontaktar Enterprise, i hopp om att kunna transportera ombord Ramsey och hans grupp för att rädda deras liv, även om det vore emot deras vilja och ett regelbrott som skulle kunna kosta honom hans karriär, men doktor Crusher vägrar, sedan La Forge insjuknat, att låta dem komma ombord på grund av risken för smittspridning. Men hon tillåter Data, som är en android, att komma ombord. Riker beordrar Data att ta över befäl och ta skeppet till den neutrala zonen innan det är försent. 
Den följande morgonen inbjuds landningsgruppen att bevittna avrättningen av Ramsey och hans följeslagare. Strax efter det att Riker avböjt denna inbjudan kontaktar Data dem och informerar dem om att de har 48 minuter på sig under vilka doktor Crusher måste hitta ett botemedel mot viruset och Riker lösa situationen på planeten, innan skeppet är tvunget att sig av till den neutrala zonen. På planeten gör sig Ramsey och hans följeslagare beredda på att dö, men i sista stund hittar doktor Crusher hittar ett botemedel och Riker är beredd att transportera ombord både landningsgruppen och överlevarna på Enterprise, då Beata, som i hemlighet har imponerats av Riker, förklarar att hon ställer in avrättningen och istället för att döda överlevarna från Odin förvisar hon dem och deras familjer till en avlägset del av planeten. Hon förklarar att hon insett att hennes sätt inte kan stoppa fallet för hennes samhälles "naturliga ordning", men att en förvisning kan uppskjuta det så att hon inte behöver se dess slut. Riker, Troi och Yar återvänder till Enterprise, där Picard och de andra sjuka är på väg att tillfriskna, och Enterprise ger sig av mot den neutrala zonen.

## Produktion
Producenten Herbert Wright förklarade att avsnittet var tänkt som en kommentar på apartheidsystemet i Sydafrika, där männen på planeten representerade de mörkhyade människorna. Den ursprungliga handlingen som Patrick Berry skrev skulle ha visat Riker och Data resandes till planeten med ett team som i övrigt enbart bestod av kvinnor, och det att en man bestämde över kvinnor kränkte planetens ledare till den grad att Yar tvingas bedöva honom (Riker) med en phaser som en styrkedemonstration för att förhindra hans omedelbara avrättning. Riker fängslas samtidigt som en av de strandsatta männen, vid namn Lucas Jones, påbörjar ett uppror. Jones dör i samband med detta, men hans död inspirerar hans följeslagare att gå till angrepp mot regeringen. I denna version är också kapten Picard den enda personen som blir sjuk ombord Enterprise. Den motsatta könsmaktsordningen i ett samhälle hade redan behandlats i Gene Roddenberrys TV-pilot/film från 1974 Planet Earth, och Wright beskrev det som att det hade "gjorts tusen gånger redan". I sin bok Sexual Generations: "Star Trek, the Next Generation" and Gender (University of Illinois Press, 1999), påpekar Robin Roberts att en liknande handling användes av Walter Besant i dennes antifeministiska dystopi från 1882, The Revolt of Man.
"Angel One" var det första avsnittet i Star Trek: The Next Generation som nämnde romulanerna, som senare skulle dyka upp i säsongsfinalen "The Neutral Zone".
Michael Ray Rhodes regisserade avsnittet som en del av en uppgörelse med The Bronx Zoo, en annan TV-serie som spelades in vid Paramount Studios. Rhodes hade tidigare vunnit fyra Emmy Awards för sitt arbete på TV-serien Insights mellan 1981 och 1984.
Wil Wheaton såg senare tillbaka på avsnittet och ansåg att det fanns en del problem mellan huvudrollsinnehavarna och regissören, men visste inte vad de handlade om eftersom han endast hade jobbat en dag på inspelningarna. Gates McFadden beskrev avsnittet som "ett av de mest sexistiska avsnitten vi någonsin hade", och Patrick Stewart ville förändra avsnittet för att minska dess sexistiska element. En del av produktionsteamet tyckte därefter inte om "Angel One". Den exekutiva producenten Maurice Hurley beskrev avsnittet som "Fruktansvärt. Bara hemskt. Ett av de du snart skulle radera". Producenten Herbert Wright kände att de "sexuella ställen det släpades till var absurda".

## Mottagande
"Angel One" sändes för första gången i USA den 25 januari 1988. Avsnittet fick en rating på 11.4, vilket innebär att det sågs av 11,4 procent av samtliga hushåll. Detta var en ökning från föregående veckas avsnitt "Datalore" som fick en rating på 10.3.
Flera recensenter såg om avsnittet efter det att serien hade avslutats. Keith DeCandido recenserade avsnittet för Tor.com, och beskrev avsnittet som "ett av de mest sexistiska avsnitten av Star Trek som någonsin producerats under en fernissa av feminism" och ansåg att historien om viruset var en "utfyllnad, och ett tråkigt sådant". Han menade att det var "en av de absoluta lågpunkterna i serien" och gav det ett betyg på 2 av 10. Huvudrollsinnehavaren Wil Wheaton såg avsnittet för AOL TV. Han tyckte att det började bra men att det snart blev sämre och allt mer började likna ett avsnitt från The Original Series med Riker i rollen som Kirk. Han tyckte även att om Yar eller Troi hade hållit det tal som Riker håller mot slutet av avsnittet skulle det övergripande budskapet varit mer subtilt. Han gav avsnittet ett D i betyg.
James Hunt från Den of Geek sade att avsnittet inte var lika dåligt som "Code of Honor", men att det innehöll "nästan alla fruktansvärda klichér som ses i TNG:s första säsong i ett avsnitt". Han summerade allting genom att säga: "Vi har sett allt detta förut, och det var knappt intressant första gången. Andra gången är det bara tråkigt. Ett hemskt avsnitt på så många nivåer." Zack Handlen såg avsnittet för The A.V. Club och sade att han "förväntade sig mer av TNG" och förklarade att han inte var säker på vad de omvända könsrollerna i avsnittet var menat att uppnå. Han beskrev den sekundära handlingen om viruset som "absurd" och gav avsnittet ett F i betyg. Avsnittet var med i ett par listor över de sämsta avsnitten, bland annat i en lista sammanställd av Scott Thrill för tidningen Wired och rankades som det fjärde sämsta avsnittet av Jay Garmon på hemsidan TechRepublic.

## Utgivning
Den första utgivningen av "Angel One" var på VHS-kassett, som gavs ut den 26 augusti 1992 i USA och Kanada. Avsnittet inkluderades senare i DVD-boxen med Star Trek: The Next Generations första säsong som släpptes i mars 2002 samt senare även som en del av säsongens Blu-raybox den 24 juli 2012.